# امریکن نینجا واریور
امریکن نینجا واریور (انگلیسی: American Ninja Warrior) یک مسابقه ورزشی سرگرمی بر گرفته از مجموعه ژاپنی تحت عنوان ساسوکه می‌باشد  که مسابقه دهندگان در آن با عبور از موانع سخت با آمادگی جسمانی بالا به مراحل بالاتر راه پیدا می‌کنند. در هر مرحله افرادی که زودتر از همه موانع را سپری کرده و به خط پایان برسند به مرحله نهایی که در لاس وگاس استریپ برگزار می‌شود می‌روند و در نهایت برنده مسابقه به عنوان مبارز نینجا آمریکایی معرفی می‌شود.